# Fortune 1458
Fortune 1458 était une station de radio, basée à Trafford Park, à Manchester, en Angleterre,.